# Pseudocalotes guttalineatus
Espèce
Pseudocalotes guttalineatus est une espèce de sauriens de la famille des Agamidae.

## Répartition
Cette espèce est endémique du Sud de l'île de Sumatra en Indonésie.

## Étymologie
Le nom spécifique guttalineatus vient du latin gutta, le point ou la tâche, et de lineatus, rayé, en référence à la ligne de points gris bleuté sur le cou et les flancs supérieurs.

## Publication originale
- Harvey, Hamidy, Kurniawan, Shaney & Smith, 2014 : Three new species of Pseudocalotes (Squamata: Agamidae) from southern Sumatra, Indonesia. Zootaxa, no 3841 (2), p. 211–238.